# Лоуб, Джеф
Джозеф Лоуб III (англ. Joseph Loeb III), более известный как Джеф Лоуб (англ. Jeph Loeb) — американский кино- и телесценарист, продюсер и автор комиксов. Известен своей работой над созданием телесериалов «Тайны Смолвиля» , «Остаться в живых», кинофильмов «Коммандо» и «Волчонок», а также как один из продюсеров телесериала «Герои» с момента премьеры в 2006 и по ноябрь 2008 года.
Четырёхкратный обладатель премии Айснера
, пятикратный обладатель премии журнала Wizard за работу над комиксами, которые появлялись в списке бестселлеров New York Times о таких известных персонажах как Человек-паук, Женщина-кошка, Бэтмен, Супермен, Халк, Капитан Америка, Железный человек, Сорвиголова, Баффи и другие, большую часть работы над которыми он провел вместе с художником Тимом Сэйлом.

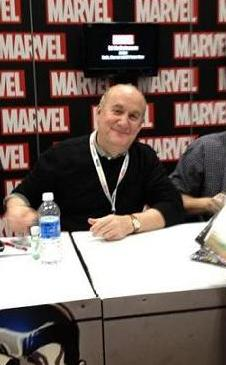
Jeph Loeb-New York Comic con 2012

## Личная жизнь
В 2005 году он потерял сына, Сэма Лоуба.